# Лори Фостър
Лори Фостър (на английски: Lori Foster) е американска писателка на бестселъри в жанра съвременни романси и романтични трилъри. Пише и в жанра паранормална романтика под псевдонима Л. Л. Фостър.

## Биография и творчество
Лори Фостър е родена на 14 ноември 1958 г. в Охайо, САЩ. Като дете обича да рисува и да формира разни неща от глина. След завършване на гимназията през 1977 г. се омъжва за ученическата си любов. Лори започва да работи на различни места – като продавач, чиновник в магазин за хранителни стоки, представител на фирмата „Проктър и Гембъл“. През 1981 г. се ражда първият от тримата ѝ сина и тя остава вкъщи, за да ги отгледа.
За разлика от много писатели Лори Фостър никога не е мечтала да става писателка. Веднъж обаче, когато се разболява от пневмония, по препоръка на сестра си започва да чете романтична литература и се пристрастява към нея. В началото на 90-те години на ХХ век започва да пише романси за собствено удоволствие. Първият от тях пише на ръка, а за следващите си купува пишеща машина. Покрай това си хоби Лори се запознава с местни писатели на една тяхна конференция и осъзнава, че може да има талант да бъде писателка.
Завършва десет пълни ръкописа преди да опита и да успее да продаде първия си роман на издателство „Harlequin“. Той излиза през декември 1995 г. в сборника „Impetuous“. Изданието не е успешно, а през това време тя се намира в преговори с редакторката Лора Шин за втория си роман, който обаче е по-фриволен, и получава от нея категоричен отказ. Романът е одобрен шест месеца по-късно от новата редакторка Бренда Чин. Тя обаче изисква няколко пъти преработка и редакции, които Лори извършва за последен път на пишещата си машина.
Романът „Outrageous“ е публикуван през 1997 г. и дава начало на нейната писателска кариера. Тогава тя си взема компютър и стартира изключително плодовитото си творчество. Работи с различни издателски къщи за отделните серии романи.
За да може да публикува толкова много книги, Лори Фостър работи по около 10 часа на ден. Отделя и много време за интервюта, срещи, отговори на ел. поща и в социалните мрежи, както и за подготовката на самите романи за печат. Пише и статии за „Writer's Digest“, RWR и „Painted Rock“.
През 2007 г. Лори Фостър опитва и в жанра на паранормалната романтика (градско фентъзи) със серията „Служител“, която публикува под псевдонима Л. Л. Фостър.
Произведенията на Лори Фостър имат множество номинации и награди. През 2001 г. получава награда за цялостен принос на списание „Romantic Times“ за своите серии романси, а през 2005 г. и за цялостен принос за съвременните си романси.
Лори работи много за своята писателска общност, като организира специални издателски конкурси, чрез които улеснява първите продажби на новите автори. Тя редовно организира събития между автори и читатели, за да събере дарения за различни организации. Заедно със своя приятел Дъфи Браун е домакин на годишната конференция „Читател и автор“ в Уест Честър, Охайо, постъпленията от която се даряват на благотворителни организации. От 2007 г. писателката дарява свои произведения и редактира годишни сборни издания с други автори, чиито приходи също са за благотворителни каузи.
Лори Фостър живее със съпруга си в селските райони на щата Охайо, където те споделят дома си с множество домашни любимци. Обича да гледа филми – ужаси, екшън и комедии, а като селско момиче обича и да готви.

## Произведения

### Произведения, написани като Лори Фостър

#### Самостоятелни романи
- Outrageous (1997)
- Scandalized! (1997)
- Taken! (1998)
- Tantalizing (1998)
- In Too Deep (2000)
- Sex Appeal (2001)
- Unexpected (2003)

#### Серия „Сестрите Съмърс“ (Sommers Sisters)
1. Fantasy (1998)
2. The Secret Life of Bryan (2004)

#### Серия „Спасители“ (Men to the Rescue)
1. Beguiled (1999) (издаден в Private Eye / Beguiled)
2. Wanton (1999)
3. Caught in the Act (2001)
4. Treat Her Right (2001)
5. Mr. November (2001)
6. Trapped! (2003) (издаден в Men of Courage)
7. Riley (2003)
8. Uncovered (2004) (издаден в Fallen Angels)
9. Tailspin (2004) (издаден в The Truth about Cats and Dogs)

#### Серия „Братята и братовчедите Уинстън“ (Winston Brothers and Cousins)
1. Tangled Sheets (1999) (издаден в Hot Chocolate)
2. Tangled Dreams (1999) (издаден в Charmed)
3. Tangled Images (2000)
4. Wild (2001)
5. Say No to Joe? (2003)
6. Deuces Wild (2008) (издаден в Double the Pleasure)
7. Hart and Soul (2009) (издаден в Double the Heat)

#### Серия „Братя Бъкхорн“ (Buckhorn Brothers)
1. Sawyer (2000)
2. Morgan (2000)
3. Gabe (2000)
4. Jordan (2000)
5. Casey (2002)

- The Buckhorn Legacy (2012)

#### Серия „Приятелките Брава“ (Brava Girlfriends)
1. Satisfy Me (2001) (издаден в All Through the Night)
2. Indulge Me (2002) (издаден в I Love Bad Boys)
3. Drive Me Wild (2002) (издаден в I Brake for Bad Boys)

#### Серия „Братя Брава“ (Brava Brothers)
1. Too Much Temptation (2002)
2. Never Too Much (2002)
3. The Christmas Present (2007) (издаден в I'm Your Santa)

#### Серия „Посещение“ (Visitation)
1. Сърце на жена, Say No to Joe? (2003)
2. The Secret Life of Bryan (2004)
3. When Bruce Met Cyn… (2004)
4. Just a Hint: Clint (2004)
5. Jamie (2005)

#### Серия „Братя Уотсън“ (Watson Brothers)
1. My House, My Rules (2003) (издаден в Bad Boys on Board)
2. Bringing Up Baby (2003) (издаден в Bad Boys to Go)
3. Good With His Hands (2004) (издаден в Bad Boys in Black Tie)
4. The Watson Brothers (2008)

#### Серия „Страни на закона“ (Law Duology)
1. Jude's Law (2006)
2. Murphy's Law (2006)

#### Серия „SBC бойци“ (SBC Fighters)
1. Causing Havoc (2007)
2. Simon Says (2007)
3. Hard To Handle (2008)
4. My Man, Michael (2009)
5. Back in Black (2009)

#### Серия „Острие на честта“ (Edge of Honor)
1. Ready, Set, Jett (2011)
2. When You Dare (2011)
3. Trace of Fever (2011)
4. Savor the Danger (2011)
5. A Perfect Storm (2012)
6. What Chris Wants (2013)

#### Серия „Любов под прикритие“ (Love Undercover)
1. Run the Risk (2012)
2. Bare It All (2013)
3. Getting Rowdy (2013)

#### Участие в съвместни серии с други писатели

##### Серия „Майчинството на Мейтланд“ (Maitland Maternity)
5. Married to the Boss (2000)
от серията има още 24 романа от различни авторки

##### Серия „Американски герои“ (American Heroes)
- Riley (2003)

от серията има още 13 романа от различни авторки

#### Новели и сборници новели
- Impetuous (1995) – сборник с участието на Джули Елизабет Лето
- Sizzle! (1999) – сборник с участието на Елда Минър
- Hot Chocolate (1999) – сборник с участието на Сузане Форстер, Елда Минър и Файрън Престън
- Private Eye / Beguiled (1999) – сборник с участието на Джейн Ан Кренц
- Charmed (1999) – сборник с участието на Джули Бърд, Джейн Касъл и Ейлийн Уилкс
- All Through the Night (2001) – сборник с участието на Теа Дивайн, Сузан Форстър и Шанън Макена
- Heat of the Night (2002) – сборник с участието на Вики Люис Томпсън и Джина Уилкинс
- Jingle Bell Rock (2003) – сборник с участието на Джанел Денисън, Сюзън Донован, Дона Кауфман, Алисън Кент и Нанси Уорън
- Lip Service (2004) – сборник с участието на Джули Елизабет Лето
- Trapped! / His Inconvenient Wife (2004) – сборник с участието на Мелани Милбърн
- Perfect for the Beach (2004) – сборник с участието на Мери Джанис Дейвидсън, Джанел Денисън, Морган Лий, Ерин Маккарти и Кайла Перин
- Summer Temptations (2004) – сборник с участието на Кристин Ролофсон
- Scandalous (2004)
- The Truth about Cats and Dogs (2004) – сборник с участието на Каролин Бърнс и Кристин Ролофсон
- Kiss Me Again (2005) – сборник с участието на Сузане Форстер, Лиза Джексън и Деби Макомбър
- Star Quality (2005) – сборник с участието на Даян Кастел и Луси Монро
- Unzipped (2005) – сборник с участието на Джанел Денисън и Кристъл Грийн
- The Night Before Christmas (2005) – сборник с участието на Кайли Адамс, Катрин Гарбера, Кати Лав, Ерин Маккарти и Джил Шалвис
- A Very Merry Christmas (2006) – сборник с участието на Джема Брус и Джанис Мейнард
- I'm Your Santa (2007) – сборник с участието на Даян Касъл и Карън Кели
- Caught! (2008)
- Double the Pleasure (2008) – сборник с участието на Жак Далесандро, Пени Маккол и Диърдри Мартин
- Out of the Light, Into the Shadows (2009) – сборник с участието на Ерин Маккарти
- Bodyguard (2009)
- Double the Heat (2009) – сборник с участието на Елизабет Бевърли, Диърдри Мартин и Кристи Риджуей
- Yule Be Mine (2009)
- Hot in Here (2013)

#### Разкази
- Beguiled (1999)
- Tangled Dreams (1999)
- Tangled Sheets (1999)
- Tangled Images (2000)
- Satisfy Me (2001)
- Drive Me Wild (2002)
- Indulge Me (2002)
- Bringing Up Baby (2003)
- He Sees You When You're Sleeping (2003)
- My House, My Rules (2003)
- Some Like It Hot (2003)
- Trapped! (2003)
- Good With His Hands (2004)
- Tailspin (2004)
- Uncovered (2004)
- Do You Hear What I Hear (2006)
- Luscious (2006)
- Playing Doctor (2006)
- The Christmas Present (2007)
- Deuces Wild (2008)
- Hart and Soul (2009)
- Ready, Set, Jett (2011)

#### Документалистика
- The Write Ingredients: Recipes from Your Favorite Authors (2007)

### Произведения, написани под псевдонима Л. Л. Фостър

#### Серия „Служител“ (Servant)
1. The Awakening (2007)
2. The Acceptance (2008)
3. The Kindred (2009)

#### Новели
- Christmas Candi (2009)
- Out of the Light, Into the Shadows (2009) – сборник с участието на Ерин Маккарти

### Произведения Лори Фостър с други автори за благотворителна дейност
- The Write Ingredients (2007) – сборник от готварски рецепти в подкрепа на социални дейности в армията
- The Power of Love (2008) – сборник романси в подкрепа на приюти на пострадали жени
- Tails of Love (2009) – сборник в подкрепа на организация за защита на животните
- The Gift of Love (2010) – сборник в подкрепа на центрове за обучение за деца с церебрална парализа и спина бифида
- The Promise of Love (2011) – сборник в подкрепа на домове за малтретирани и изоставени деца
- Love Bites (2012) – сборник в подкрепа на организация за защита на животните